# Toini Mikkola-Pöysti
Pour les articles homonymes, voir Mikkola.
Toini Mikkola-Pöysti, née le 1er juillet 1933 à Ahlainen (Satakunta) et morte le 9 mai 2024, est une fondeuse finlandaise. Elle est vice-championne du monde en ski nordique par équipe en 1958, et double médaillée olympique (bronze) en 1960 et 1964.

## Jeux olympiques
- Jeux olympiques d'hiver de 1960 à Squaw Valley 
  -  Médaille de bronze en relais 3 × 5 km.
- Jeux olympiques d'hiver de 1964 à Innsbruck 
  -  Médaille de bronze en relais 3 × 5 km.

## Championnats du monde
- Championnats du monde de ski nordique 1958 à Lahti 
  -  Médaille d'argent en relais 3 × 5 km.